# Popławniki
Popławniki (ukr. Поплавники) – wieś na Ukrainie, w  obwodzie iwanofrankiwskim, w rejonie halickim.